# Parafusulina
Parafusulina es un género de foraminífero bentónico de la subfamilia Schwagerininae, de la familia Schwagerinidae, de la superfamilia Fusulinoidea, del suborden Fusulinina y del orden Fusulinida. Su especie tipo es Parafusulina wordensis. Su rango cronoestratigráfico abarca el Pérmico.

## Discusión
Clasificaciones más recientes incluyen Parafusulina en la superfamilia Schwagerinoidea, y en la subclase Fusulinana de la clase Fusulinata.

## Clasificación
Se han descrito numerosas especies de Parafusulina. Entre las especies más interesantes o más conocidas destacan:
- Parafusulina japonica †
- Parafusulina wordensis †

Un listado completo de las especies descritas en el género Parafusulina puede verse en el siguiente anexo.
En Parafusulina se han considerado los siguientes subgéneros:
- Parafusulina (Eoparafusulina), aceptado como género Eoparafusulina
- Parafusulina (Monodiexodina), aceptado como género Monodiexodina
- Parafusulina (Skinnerella), también considerado como género Skinnerella